# Соколів (Чортківський район)

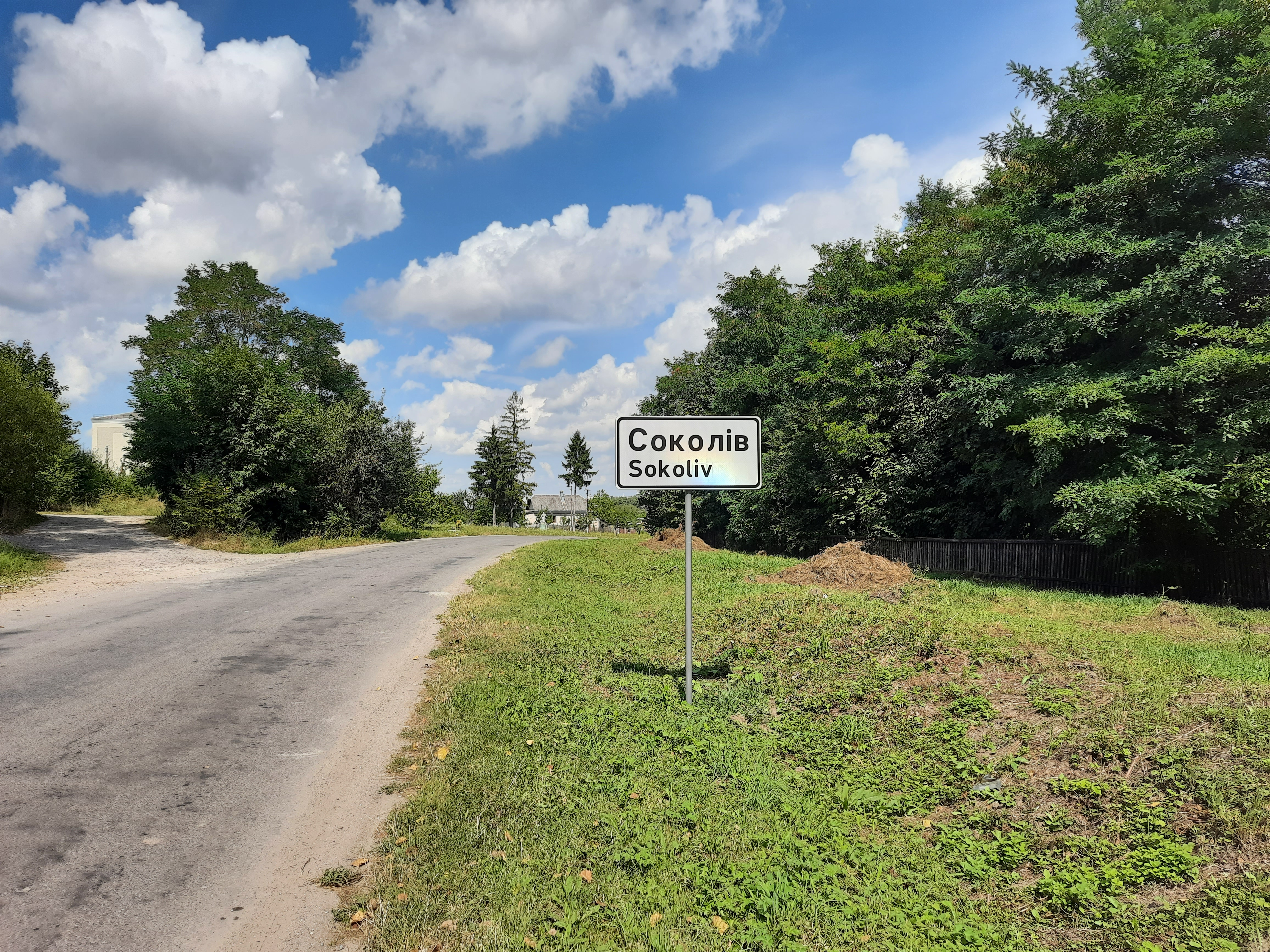
Дорожній знак при в'їзді в село

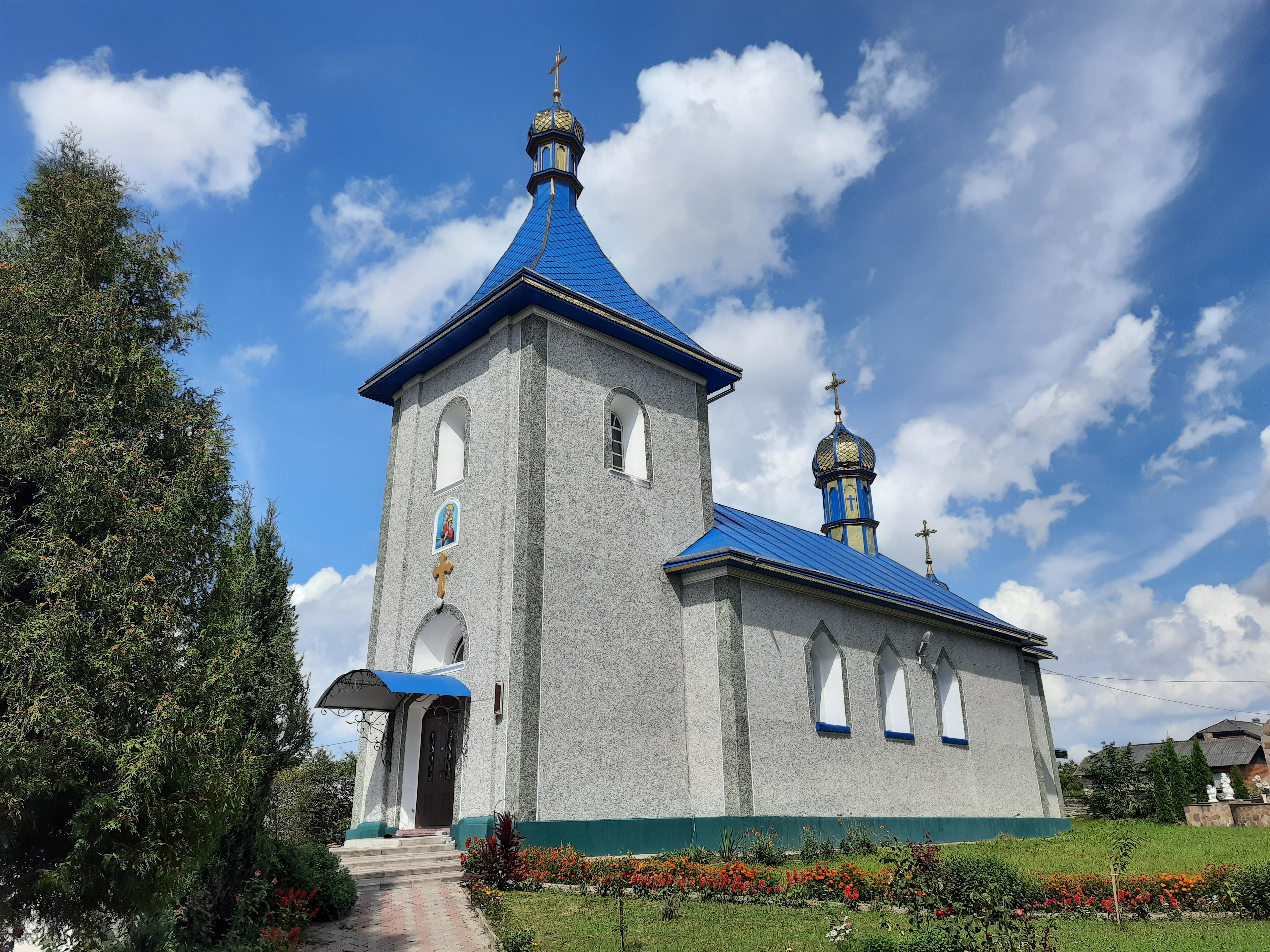
Церква святого Миколая

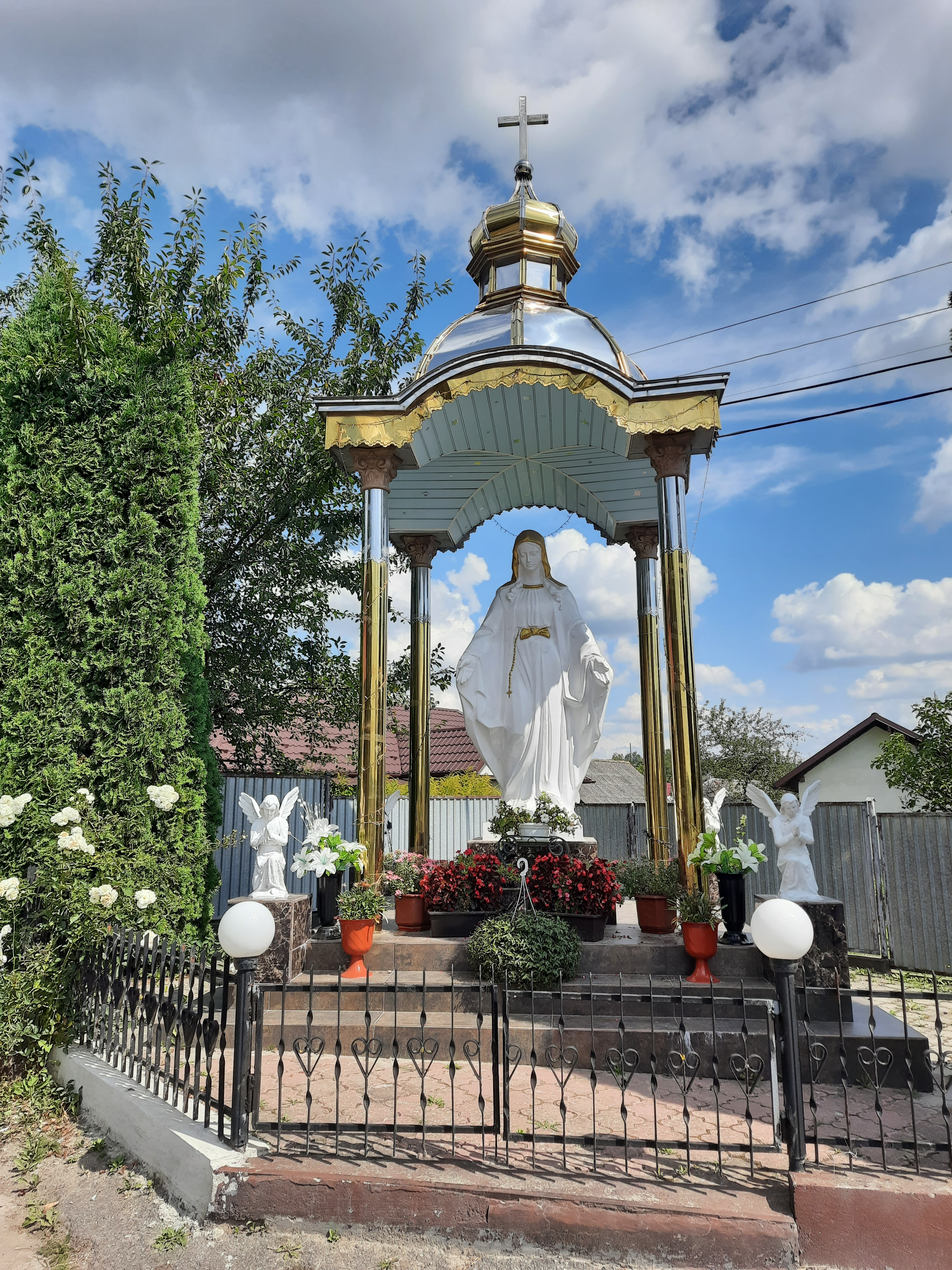
Статуя Божої Матері

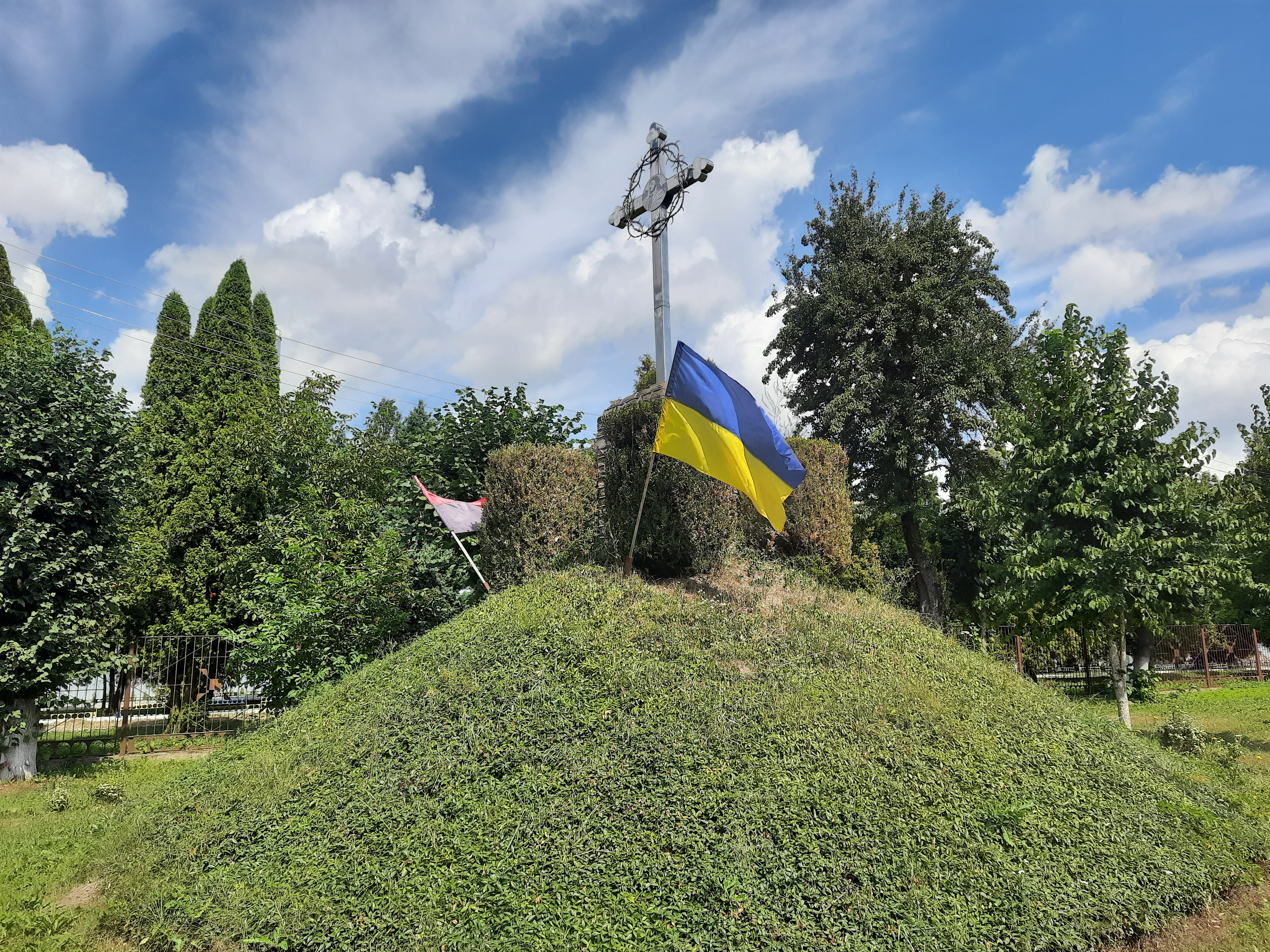
Символічна могила Борцям за волю України

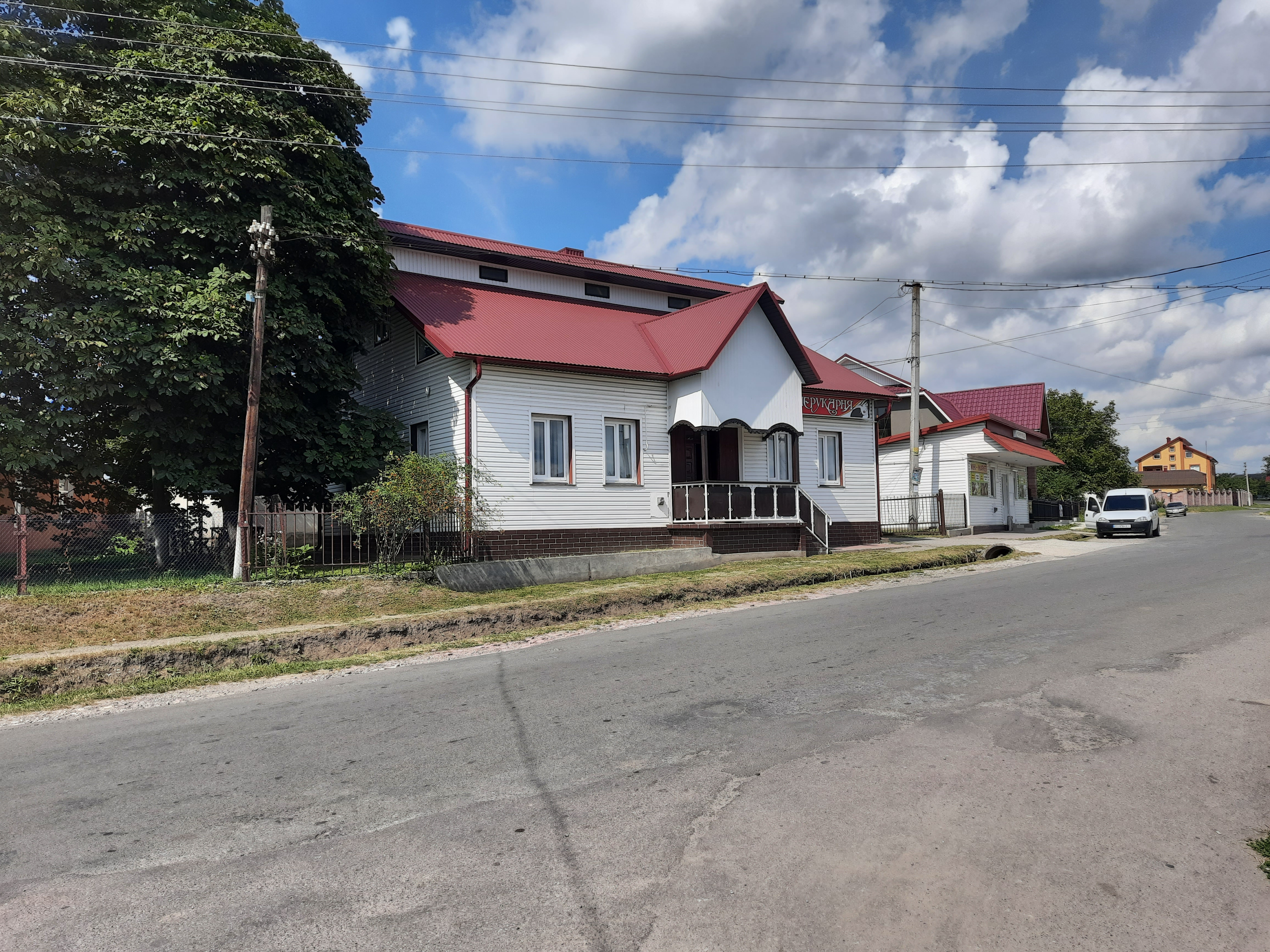
В центрі села

Соколі́в — село в Україні, у Золотопотіцькій селищній громаді Чортківського району Тернопільської області. Розташоване на берегах річки Золота.
До 2015 було центром сільради. Від вересня 2015 року ввійшло у склад Золотопотіцької селищної громади.
Населення — 1890 осіб (2007).
Поблизу села є пам'ятка природи Дуб «Соколівський».

## Географія
Село розташоване у західній частині Подільського плато, на півдні Бучацького району. Через Соколів проходить місцева автодорога Бучач — Золотий Потік — частина колишнього шляху на Коломию, Городенку, Снятин.

## Походження назви
Назва походить від назви птахів, що в давні часи водилися в навколишніх лісах і гаях. Частина мисливців у давні часи полювала з допомогою приручених соколів. Таких мисливців називали сокольниками. Одним з різновидів соколів є кречет. Донині збереглася назва лісу, сіножаті і поля — «Кречетів».[джерело?]

## Історія
В околицях Соколова та Скоморохів виявлено рештки 2 пізньопалеолітичних поселень (15 тис. років тому).
Перша відома писемна згадка — близько 3 лютого 1436 року; село назване в грамоті Теодорика Бучацького-Язловецького, якою виділялись кошти та майно для утримання костелу св. Марії Маґдалени в Язловці. Наступна писемна згадка — 21 грудня 1439 року у протоколах галицького суду. У податковому реєстрі 1515 року в селі документується піп (отже, уже тоді була церква) і 4 лани (близько 100 га) оброблюваної землі. Село було королівщиною; 1527 року старостою був шляхтич-поляк Якуб Потоцький. Сейми 1544 (або 1545, або 1547 років) Якуб Потоцький став власником села. По його смерти власником став син — стражник коронний Миколай Потоцький.
Поселення племен «соколи» було розміщене близько 7 км північніше від села. Недалеко «соколів» проживали племена «зубрів» і «порохів». За переказами старожилів, у тодішньому поселені «соколів» налічувалося до 60 дворів.
Із переказів відомо, що на початку XVII ст. недалеко від поселення відбувся бій між татарами та загоном козаків. Битва завершилася перемогою козаків, а те місце і до сьогодні носить назву «Татарське».
Після страшного побоїща уціліли кілька господарств, а люди, які залишилися живими, подалися на південь, вздовж невеликої річки Потік, що брала початок із джерел на полі «Татарське», і почали оселятись у лісі.
Першою забудовою була Мостов'якова, а від неї пішла і назва вулиці. Там був поставлений Пам'ятний Хрест, який простояв до 1950 року. У 1725 році на Мостов'яковій вулиці нараховувалося 16 дворів. Силами цих жителів була збудована дерев'яна церква із дзвіницею (останню розібрано і спалено, а дзвони, під час Другої світової війни, гітлерівці забрали для переплавлення). Церква діяла до 1963 р., а потім з метою знищення духовності і як пам'ятку старовини, її перевезли в експозицію Шевченківського Гаю міста Львова.
У селі до 1914 р. нараховувалося 263 двори. На той час тут проживало 1 345 греко-католиків, 196 римо-католиків, 24 євреї. Існувала однокласна школа.
Війтом села до Першої світової війни був Скрипецький Микола, в роки війни — Дубчак Гаврило, а потім до 1920 року — Дубчак Михайло.
Відомо, що в ті часи діяли Чоловіче та Жіноче братство свічкові. Старшим братом при церкві був Іван Ковбан. Церква мала тоді у власності 73 моргів порі і 13 моргів лісу. Духовним пастирем за Австро-Угорщини був о. Яків Заткали. Він працював тут з 1898 р. по 1945 р. Після його смерті на його могилі люди збудували дерев'яну каплицю. На жаль вона не збереглася, оскільки мадяри її в 1944 році знищили.
Повіт, суд, податковий суд та залізнична станція знаходились у Бучачі, а пошта була в Золотому Потоці. Завдячуючи пам'яті старожилів, довідуємось, що на території теперішньої фабрики «Берізка» був великий панський двір — фільварок. Власником його був пан Любінецький. На подвір'ї стояло дві стайні, дві стодоли, була канцелярія. Біля річки Потік виднівся млин, а коло нього великий став. Мав пан і власну цегельню.
Як і в кожному селі, була корчма. Торгівлею у селі займалися євреї. Найбільше односельчани пам'ятають Сіму, Еля, Мошка. У селян вони скуповували збіжжя, яйця, а продавали махорку, горілку тощо.
Увечері 17 вересня 1939 року 4-й кавалерійський корпус під командуванням комдива Д. М. Рябишева (32-а і 34-а кавдивізії, 26-а танкова бригада) зайняв село.
12 червня 2020 року, відповідно до Розпорядження Кабінету Міністрів України від № 724-р «Про визначення адміністративних центрів та затвердження територій територіальних громад Тернопільської області», увійшло до складу Золотопотіцької селищної громади.
19 липня 2020 року, в результаті адміністративно-територіальної реформи та ліквідації Бучацького району, село увійшло до складу Чортківського району.

## Політика

### Парламентські вибори, 2019
На позачергових парламентських виборах 2019 року у селі функціонувала окрема виборча дільниця № 610189, розташована у приміщенні школи.
Результати
- зареєстровано 1307 виборців, явка 72,99%, найбільше голосів віддано за «Слугу народу» — 44,01%, за Всеукраїнське об'єднання «Батьківщина» — 11,66%, за «Європейську Солідарність» і Радикальну партію Олега Ляшка — по 11,03%.[12] В одномандатному окрузі найбільше голосів отримав Микола Люшняк (самовисування) — 34,50%, за Ігоря Сопеля (Слуга народу) — 27,83%, за Романа Василіцького (Об'єднання «Самопоміч») — 13,44%[13].

## Населення
| національність | 1842 | 1880           | 1900           | 1912           | 1939           |
| -------------- | ---- | -------------- | -------------- | -------------- | -------------- |
| українці       | 115  | 1 129 (82,0 %) | 1 299 (80,0 %) | 1 477 (87,0 %) | 1 580 (76,0 %) |
| поляки         | -    | 213 (15,4 %)   | 296 (18,0 %)   | 196 (22,6 %)   | 490 (23,5 %)   |
| євреї          | -    | 36 (2,6 %)     | 32 (2,0 %)     | 24 (1,4 %)     | 10 (0,5 %)     |

Згідно з переписом УРСР 1989 року чисельність наявного населення села становила 1813 осіб, з яких 800 чоловіків та 1013 жінок.
За переписом населення України 2001 року в селі мешкала 1791 особа. 100 % населення вказало своєю рідною мовою українську мову.

## Пам'ятки

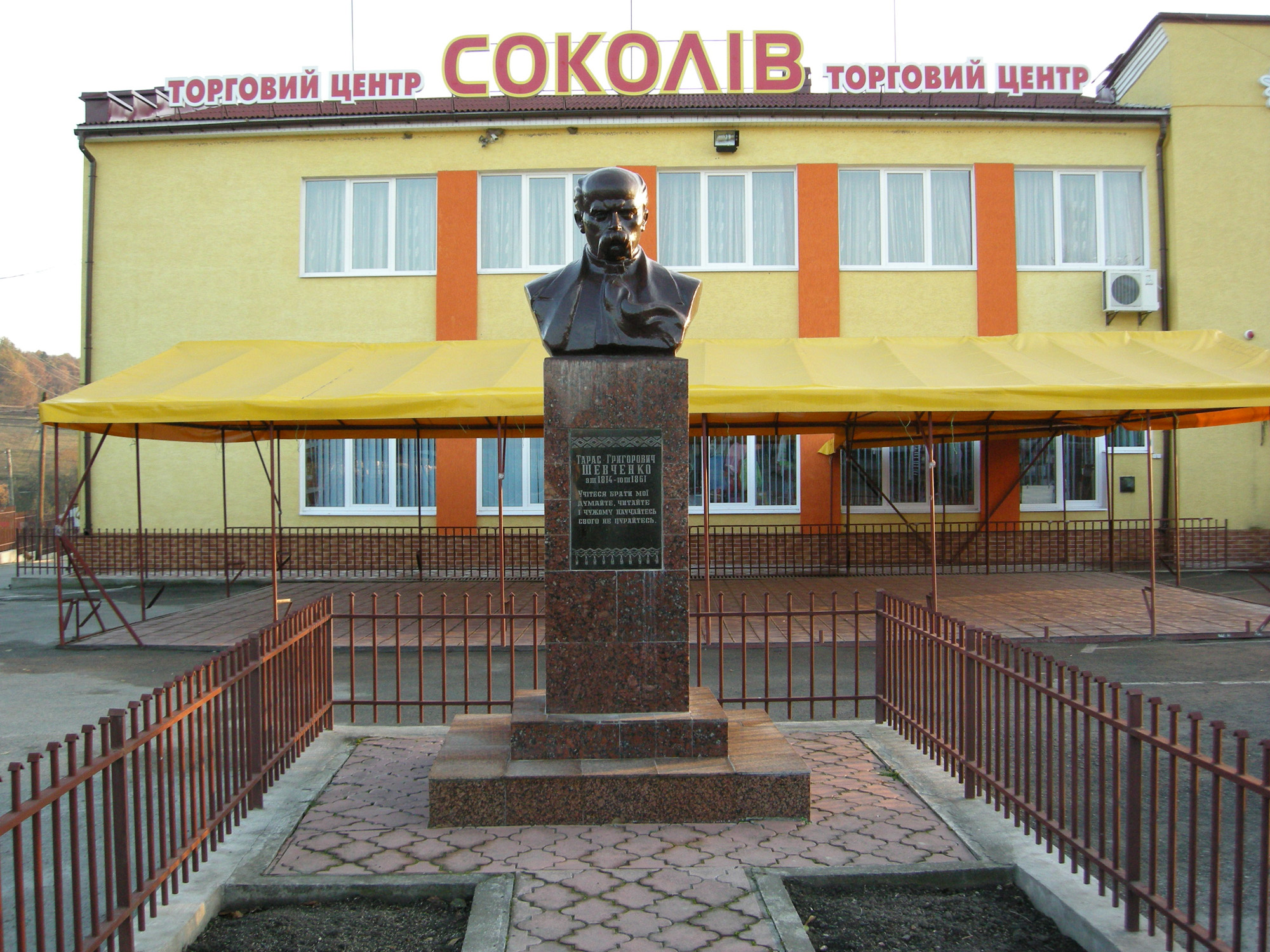
Пам'ятник Тарасові Шевченку

- церква Успіння Пресвятої Богородиці (1846)
- церква Святого Миколая (1993, мурована, УГКЦ)
- 3 каплички.
- пам'ятники:
  - Лесі Українці
  - Тарасові Шевченку (2000)
  - насипано символічну могилу полеглим «за віру Христову та волю народу» (1996)
  - пам'ятний хрест на честь скасування панщини (кін. XIX ст.)
  - воїнам-односельцям, загиблим у німецько-радянській війні (1965).

- Могила невідомого воїна Радянської армії[d];
- Поселення Соколів I[d];

## Соціальна сфера

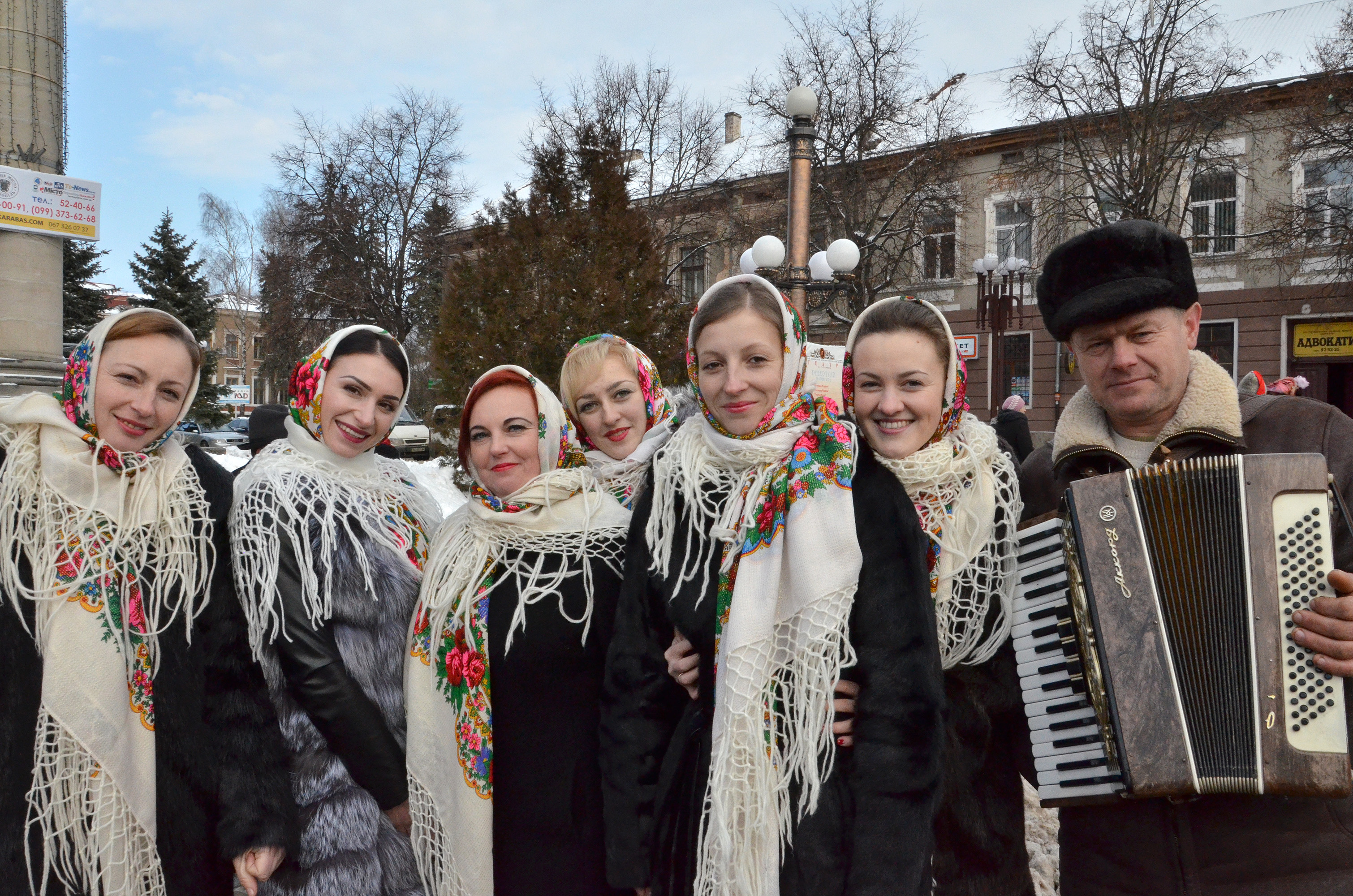
Дівочий вокальний ансамбль села Соколова на параді вертепів у Тернополі (15.01.2017)

Працюють ЗОШ 1-3 ступенів, клуб, бібліотека, ФАП, відділення зв'язку, дільниця ветеринарної медицини, ЗАТ «Берізка», ПАП «Соколів», підприємство комунально-господарських послуг, 6 торгових закладів.

## Відомі люди

### Народилися
- вчений, громадський діяч Антін Король[17]
- громадський діяч, меценат Василь Панькевич
- лікар, громадський діяч П. Тимощук.
- громадсько-політичний діяч, журналіст Василь Федорончук